# Презенталізм
Презенталізм — течія, яка склалася в російській поетичній школі метареалізму (кінець 70-х початок 90-х років ХХ століття), що стверджує ідею присутності речі в ліриці, її видимості та відчутності.
Автором терміну «презенталізм» є російський філософ, культуролог Михайло Епштейн. Позначаючи творчість двох представників школи метареалістів Олексія Парщикова та Іллі Кутика він зазначає основні риси їх поетики як «поезія присутності», «поезія сьогодення».
Презенталізм стверджує саму присутність речі, її видимість, відчутність — як необхідну і достатню умову осмисленості поезії. Поетичний твір будується як послідовність різних поглядів на якусь річ, способів її сприйняття і описів, які в сукупності і розкривають її сутність.
Презенталізм співвідноситься з футуризмом у пошуку нових форм прояву авторського бачення світу, та на відміну від футуризму, презенталізм не є художнім зверненням до майбутнього, це поезія сьогодення, що спираючись на технічну естетику оточуючих нас речей, навіює читачам магію їх вагомості, зримість їх присутності. Річ не з'єднана з ідеєю і не протистоїть їй, а сама по собі є ідеєю.